# Fontaine-sous-Montdidier
Fontaine-sous-Montdidier – miejscowość i gmina we Francji, w regionie Hauts-de-France, w departamencie Somma.
Według danych na rok 1990 gminę zamieszkiwały 94 osoby, a gęstość zaludnienia wynosiła 10 osób/km² (wśród 2293 gmin Pikardii Fontaine-sous-Montdidier plasuje się na 903. miejscu pod względem liczby ludności, natomiast pod względem powierzchni na miejscu 497.).